# Paraplatypeza atra
Paraplatypeza atra är en tvåvingeart som först beskrevs av Johann Wilhelm Meigen 1804.  Paraplatypeza atra ingår i släktet Paraplatypeza och familjen svampflugor. Arten är reproducerande i Sverige. Inga underarter finns listade i Catalogue of Life.